# Ковба Юрій Степанович
Юрій Степанович Ковба (нар. 21 червня 1948, Шепетівка, Кам'янець-Подільська область, УРСР) — радянський футболіст та український тренер, виступав на позиції захисника. Більшу частину кар'єри провів у «Локомотиві» (Вінниця) і «Буковині» (Чернівці), також виступав за «Дніпро» (Дніпропетровськ) і СКА (Львів).

## Життєпис
Футболом почав займатися в 1960-х роках, спочатку виступав у складі клубу КФК «Локомотив» (Шепетівка), а потім у молодіжній команді вінницького «Локомотива». У команді майстрів дебютував 1968 року в складі саме «Локомотива» (Вінниця) в класі «Б» союзного чемпіонату. У 1969 році призваний на службу в збройні сили, звідки направлений у спортивний клуб армії міста Львова, за який провів 42 поєдинки (1 гол). Після закінчення терміну служби повернувся в вінницьку команду, в якій на декілька сезонів закріпився в основному складі.
У 1974 році запрошений в команду вищої ліги СРСР «Дніпро» (Дніпропетровськ), де провів 33 матчі у всіх турнірах (26 — у чемпіонаті та 7 — у кубку). У кубку разом з командою дійшов до чвертьфінальної стадії, де в двоматчевому протистоянні зазнав поразки від київського «Динамо». Після чого знову повернувся в «Локомотив», де знову виконував роль основного захисника. З 1979 по 1981 рік виступав в команді «Буковина», в їх складі провів понад 100 матчів та був одним з лідерів. У сезоні 1980 року — капітан команди, яка в свою чергу стала віце-чемпіоном УРСР. За кар'єру гравця, саме в чернівецькій команді забив більшість своїх голів.
Кар'єру завершував у рідній команді, за яку в підсумку провів понад 300 матчів. Тренерську кар'єру розпочинав також у Вінниці. Тренував команду «Будівельник-Нива» (Гнівань), працював тренером і в «Ниві». У 1999 році головна команда краю вирішила завести власний фарм-клуб, який заявили до другої ліги України і тренером нової команди став саме Юрій Ковба. Однак домогтися якихось вагомих успіхів йому не вдалося.

## Досягнення
- Чемпіонат УРСР
  -  Срібний призер (1): 1980